# عبد الكريم قاسم
الزَّعِيمُ عَبدُ الكَرِيمِ قَاسِم مُحَمَّد بَكر عُثمَان الزُّبَيدِيّ (1333هـ - 14 رمضان 1382هـ المُوافق فيه 21 تشرين الثَّاني (نوفمبر) 1914م - 9 شباط (فبراير) 1963م) الشهير اختصارًا بـ«عبد الكريم قاسم» هو ضابط عسكري ورئيس وزراء العراق والقائد العام للقوَّات المُسلَّحة العراقيَّة ووزير الدفاع بالوكالة وأحد قادة ثورة 14 تموز. يُعدُّ أوَّل حاكم لِلعراق بعد نهاية الملكيَّة العراقيَّة وإعلان الجُمهوريَّة.
ولد عبد الكريم قاسم في 21 نوفمبر/تشرين الثاني، 1914 المصادف يوم السبت لعائلة فَقيرة تَسكن محلة المَهديّة وهي من أحد أحياء بغداد الشَعبية، لأب مُسلم سُنّي يَعمل نَجاراً، والأم من عائلة شيعية تنتسب إلى بني تميم ولديه شقيقان هما حامد قاسم شقيقهُ الأكبر ولطيف قاسم شقيقهُ الأصغر، وله أُختان، انتقلت عائلته وهو في السادسة من عُمره إلى قضاء الصويرة، بسبب عدم تمكن والده من الإيفاء بحاجات ومتطلبات عائلته الحياتية، وعمل فلاحاً لتحسين حالته المعيشية. دخل عبد الكريم قاسم مَدرسة الصويرة الابتدائية وأمضى فيها أربع سنوات ثم عاد إلى بغداد وأكمل تعليمَهُ الابتدائي والثانوي هُناك، وبعد تَخرجه عَمل معلماً في قضاء الشامية،  ومن ثَم دَخل السِلك العَسكري.
في عام 1932 أُعلن عن حاجة الجيش العراقي لضُباط جُدد، فَدخل عبد الكريم قاسم الكُلية العَسكرية وتخرج منها بتفوق في يوم 15 نيسان أبريل عام 1934 برتبة مُلازم ثانِ، وتَدرج في رتبته إلى أن وَصل إلى رُتبة زعيم رُكن أصبحت الآن عميد ركن وكان آخر مركز شغَلهُ في المؤسسة العسكرية هو آمر اللواء التاسع عشر، ولقد شارك في العديد من الحروب والحركات مثل حرب فلسطين وحركات الفرات الأولى، كذلك شارك في حركة مايس التَحررية، وشارك في العديد من الدورات العَسكرية، وحصل على العديد من الأوسمة، وفي التقارير التي وَردت عنه أنه ضابط ركن جيد خلوق جداً وسيكون من ضباط الجيش القديرين.
كان لَدى عبد الكريم قاسم تَنظيم سريّ يُعرف بتنظيم «المنصور» أو «منصورية الجبل»، وعندما دَعته اللجنة العليا لتنظيم تنظيم الضباط الوطنيين إلى الانضمام للتنظيم ودَمج التنَظيمين وافق على ذلك عن طريق وَسيط، وأصبح عضواً في اللجنة، وقد أدّى القَسم أمام اللجنة.
قاد عبد الكريم قاسم الذي كان عضواً في تنظيم الضباط الأحرار ثورة 14 تموز مع عبد السلام عارف، واستطاع الإطاحة بالنِظام المَلكي وإعلان الجُمهورية العِراقية عن طريق الإذاعة، وأدى ذلك إلى اعتقال ومقتل العديد من أفراد الأسرة المالكة والمقربين منها، كَذلك أدى إلى بَدء عهد جديد، أثار قَلقا محليا ودوليا وعربيّاً من هذه الثورة.
من الناحية السياسية فلقد كانت فترته تشهد اضطراباً سياسياً وتناحر الأحزاب فيما بينها على سَدة الحُكم، لكن وُجدت العديد من المنجزات والتغييرات السياسية الجذرية، فلقد تغير نظام الحُكم من المَلكي إلى الجُمهوري، وألغيت أغلب المَراسيم السعيدية، وأُطلق سراح المُعتقلين والسجناء السياسيين وأُلغيت قرارات نزع الجنسية عن العراقيين وإطلاق الحريات العامة والنشاطات الحزبية، وعدت حركة مايس 1941 حركة تحررية وطنية، كذلك خُفضت محكوميات السجناء الكرد، وأصدر دستور 1958 المؤقت. أما من الناحية الاقتصادية والاجتماعية، فألغي نظام الإقطاع ودعاوى العشائر،  ونُقحت المناهج الدراسية بما يلائم خط العهد الجمهوري، وسن قانون الإصلاح الزراعي،  وشهد ذلك العهد انسحاب العراق من منطقة الجنيه الإسترليني،  وأيضاً أُصدر قانون رقم 60 لسنة 1961 الذي حدد مناطق الاستثمار لشركات النفط وانتزع بموجبه 99.5 من الأراضي الممنوحة للشركات الأجنبية،  ووزعت العديد من الدور السكنية للموظفين وللعمال ذوي الدخل المحدود، وبُنيت أحياء سكنية للضباط وضباط الصف في جميع محافظات العراق، وبُنيت المستشفيات والمدارس، وسُلح الجيش باتفاقية مع الاتحاد السوفيتي، ورُبِط الريف بالمدينة عن طريق فتح الطرق، وأصدر قانون الأحوال الشخصية الجديد على أسس متطورة تُضمَن فيها حقوق المرأة.
ولقد عقدت اتفاقية مع الجمهورية العربية المتحدة، مع اتفاقيات عديدة أخرى،  إلا أن هذه العِلاقة لم تَدم طويلاً فسرعان ما نشبت الخلافات بين البلدين، ونَهجت الحكومة العراقية في عهده دعم الحركات التحررية الوطنية، فقدمت المساعدات المالية والعسكرية لحركات التحرير في عمان ودول الخليج العربي، واتخدت سياسة الحياد الإيجابي بين المعسكرين المتنازعين، ودعمت قضية فلسطين في محافل الأمم المتحدة، ودعت الحكومة العراقية إلى تشكيل جيش التحرير الفلسطيني،  وعَقدت العديد من الاتفاقيات والعلاقات مع الدول الاشتراكية والمُحايدة، وبهذا كسرت التعامل مع الغرب فقط الذي كان يسود في العهد الملكي، وانسحب من الاتحاد العربي الهاشمي بعد ثورة 14 تموز، وقضى العراق على النفود الأجنبي في البلاد وبخاصة النفوذ البريطاني.
انتهى حُكمه بانقلاب قام به حزب البعث والقوميون العرب في 8 شباط، 1963 وقُتل في 9 شباط.

## ولادته ونشأته

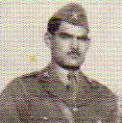
عبد الكريم قاسم سنة 1937

ولد عبد الكريم قاسم محمد بكر عثمان الزبيدي، في 21 نوفمبر/ تشرين الثاني 1914 المصادف يوم السبت خلال الحرب العالمية الأولى لعائلة فقيرة تسكن محلة المهدية وهي من أحد أحياء بغداد الشعبية الفقيرة تَقع في الجانب الأيسر من مدينة بغداد، ولأب مُسلم سني كان والده يعمل نجاراً وينتمي إلى عشيرة زبيد القحطانية، ولأم شيعية تُعرف بـ كيفية حسن يعقوب الساكني التي يرجع نسبها إلى عشيرة التميم العدنانية،  ولديه شقيقان هما حامد قاسم شقيقهُ الأكبر ولطيف قاسم شقيقه الأصغر، وله أختان هما أمينة زوجة ياسين محمد صالح القيسي، والذي شغل وظيفة رئيس كتاب محكمة الكاظمية، والثانية نجية زوجة ابن عمته اللواء عبد الجبار جواد، وقد انتقلت عائلته إلى قضاء الصويرة أحد أقضية محافظة واسط في جنوب العراق، وسبب انتقاله عدم تمكن والده النجار الإيفاء بحاجات ومتطلبات عائلته الحياتية، وكان عمره آنذاك 6 سنوات، وعمل كفلاح لتحسين حالة عائلته المعيشية، ولقد دخل عبد الكريم مدرسة الصويرة الابتدائية، وأمضى فيها أربع سنوات هُناك قبل أن تعود عائلته إلى بغداد سنة 1926، حيث أكمل عبد الكريم هُناك دراسته الابتدائية، فلقد دخل مدرسة الرصافة الابتدائية، وقد أَهله ذلك إلى الدخول في المدرسة الثانوية المركزية بالفرع الأدبي وتخرج منها في عام 1931،  واختار بعد تخرجه أن يعمل مُعلماً لمساعدة عائلته وقد عُيِّن بالفعل في إحدى قرى قضاء الشامية وقضى هناك سنة كاملة،  وأدى تعيين عبد الكريم قاسم مُعلماً في قضاء الشامية، إلى ارتفاع مستوى إحساسه بالفقر وزيادة ألمه على الذين يكابدونه، إذ اطلع عن كثب هُناك على حالة الفقراء والمساكين، فبحث عن أسباب الفقر الموجود، فوجدها في النظام الإقطاعي، وفكر في ترك مهنة التعليم والتحول نحو الجيش الذي كان يرى فيه أمل الشعب في إجراء التغيير الحقيقي والجذري.

## مسيرته العسكرية

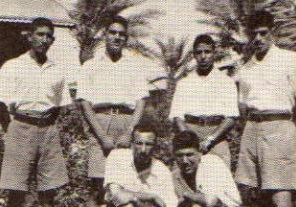
عبد الكريم قاسم مع زملائه في المدرسة العسكرية الملكية.

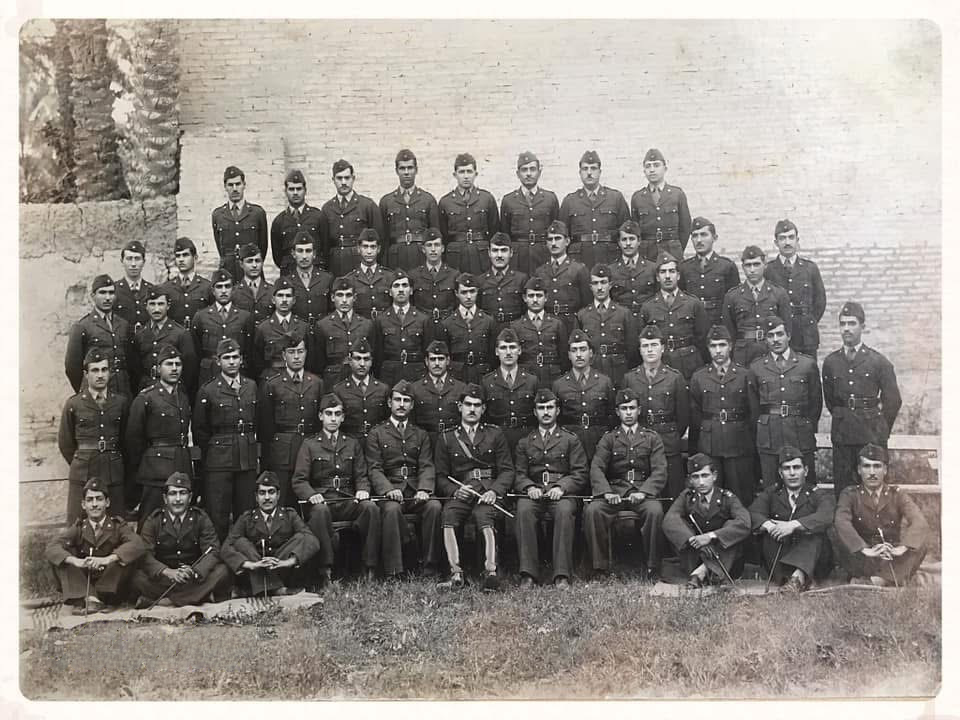
الفصيل الثاني من طلاب الدورة 17 في المدرسة العسكرية الملكية مع آمر الفصيل الملازم أول عبد الكريم قاسم عام 1938

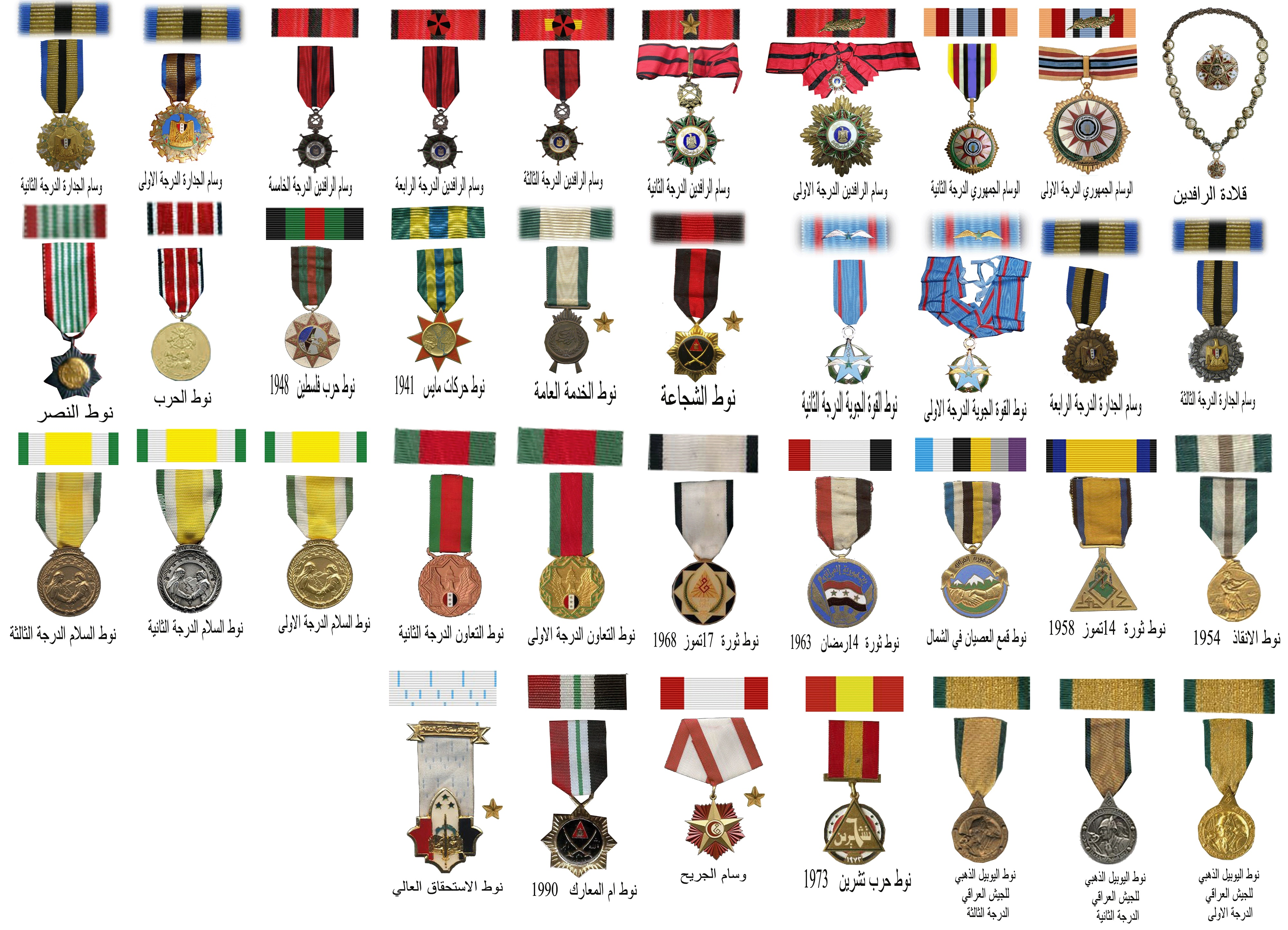
أنواط وأوسمة الجيش العراقي.

دخل عبد الكريم قاسم إلى المدرسة العسكرية الملكية (الكلية العسكرية الملكية - لاحقاً) في يوم 15 أيلول من عام 1932، طالباً في الدورة الثامنة حيث تَخرج منها بتفوق في يوم 15 نيسان من عام 1934 ضابطاً برتبة ملازم ثانِ في الجيش، وتدرج في رتبته العسكرية حتى وصل إلى رتبة رئيس (نقيب - حاليا) عندها دخل كلية الأركان في 24 كانون الثاني يناير 1940 طالباً في الدورة السابعة وتخرج منها بتفوق في 11 ديسمبر 1941 وفي 4 تشرين الأول أكتوبر 1950 أرسل إلى لندن للمشاركة في دورة عسكرية لضباط الأركان في أكاديمية ساندهيرست العسكرية الملكية والتي أنهاها بتفوق، وعاد إلى العراق، وتدرج في الرتب العسكرية حتى بلغ رتبة زعيم ركن (عميد ركن) وكان آخر مركز شغله في المؤسسة العسكرية هو آمر اللواء التاسع عشر وهو اللواء الذي شارك في ثورة 14 تموز عام 1958.
اشترك في العديد من الحروب منها حركة الفرات الأولى من 11 مايس/ مارس إلى 29 تموز/يوليو عام 1935م، وكان آنذاك ضمن الفوج الثالث، كما اشترك ضمن القيادة العربية لحركات مايس عام 1941 التحررية، واشترك في حركة برزان الثالثة،  واشترك في حرب فلسطين من 5 مايس/مايو، 1948، إلى 11 حزيران/يونيو، 1949.
أما عن تاريخ تدرج عبد الكريم قاسم في الرتب، فقد بدأ عام 1934 وهو العام الذي تخرج فيه من الكلية العسكرية حيث تخرج في يوم 15 نيسان عام 1934 برتبة ملازم ثانِِ ثم رُقي في يوم 8 أيلول عام 1938 إلى رتبة ملازم أول، وفي يوم 2 أيار عام 1941 تَرفع إلى رتبة رئيس (نقيب حاليا) ودخل كلية الأركان وتخرج منها بتقدير مُمتاز، ثم رُقي في يوم 2 أيار عام 1943 إلى رتبة رئيس أول (رائد ركن حاليا)، وفي يوم 2 أيار عام 1947 ترفع إلى رتبة مقدم ركن، وفي يوم 2 أيار عام 1951 ترفع إلى رتبة عقيد ركن، وفي يوم 2 أيار عام 1955 أصبح برتبة زعيم ركن (عميد ركن حاليا)، وفي يوم 6 كانون الثاني عام 1959 ترفع إلى رتبة آمر لواء (لواء ركن حاليا)، وفي يوم 6 كانون الثاني عام 1963 أصبح برتبة فريق ركن.
أما عن المناصب التي تولاها عبد الكريم في مسيرته فقد كان آمر فصيل في الفوج الثالث عام 1932 وفي 1937 كان آمر فصيل في الديوانية، وفي 1937 كان مُساعداً في الفوج الثاني، وفي عام 1938 كان آمر فصيل في الكلية العسكرية، وفي عام 1940 كان مقدم لواء المشاة السابع وفي عام 1943 كان مقدم لواء مشاة الثالث، وفي عام 1945 كان آمر الفوج الثالث، وفي عام 1947 كان آمر لواء مشاة التاسع، وفي عام 1948 كان معاون مُدير إدارة الفرقة الثانية ومعاون مدير الإدارة للقوات العراقية، وكان آمر الفوج الثاني والأول للواء الأول في الأردن، وفي عام 1952 كان آمر زمرة التدريب في مقر وزارة الدفاع، وفي عام 1953 كان معاون مدير العينة، وفي عام 1953 تسلم منصب آمر اللواء التاسع عشر وفي عام 1958 تسلم منصب رئاسة الوزراء والقائد العام للقوات المسلحة ووزير الدفاع وكالةً وبقي بهذه المناصب إلى مقتله.
ولقد اشترك في العديد من الدورات العسكرية ففي عام 1937 شارك في دورة للسواق كضابط آلي، وفي عام 1940 دخل كلية الأركان دورة 7، وفي عام 1941 دخل دورة الحروب الجبلية للضباط الأقدمين الأولى. وفي عام 1950 دخل دورة التعبئة للضباط الأقدمين في إنجلترا.
وفي تاريخه العسكري حَصل عبد الكريم قاسم على العديد من الأنواط والأوسمة وكتب الشكر، ففي عام 1935 حصل على نوط الخدمة الفعلية، لاشتراكه في حركات الفرات الأولى، وفي عام 1945 حصل على نوط الشجاعة لاشتراكه في الحركات الفعلية في منطقة الزيبار، وفي عام 1948 حصل على كتابي شكر في الأردن من نفس القائد الأول لهجومه على مواقع الإسرائيليين في رأس التل والثاني لصده الهجوم الإسرائيلي واسترجاعه بعض المواقع، وفي عام 1953 حصل على وسام الرافدين من الدرجة الرابعة ومن النوع العسكري لشجاعته، وفي عام 1951 حصل على نوط الحرب والنصر ولنفس السبب. كذلك في عام 1954 حصل على وسام الإنقاذ وفي عام 1957 حصل على نوط الشرطة للخدمة الممتازة.
وفي التقارير التي وردت عنه خلال هذه الحركات والحروب أجمعت على أنه ضابط ركن خلوق جداً، وكريم النفس، شهم مخلص لآمره ودقيق في أعماله، وثقافته العامة جيدة جدا، وسيكون في المستقبل من ضباط الجيش القديرين.

## قاسم وتنظيم الضباط الوطنيين
في سنة 1956 لفت عبد الكريم انتباه اللجنة العليا للضباط الأحرار، ولقد اجتمعت في أول اجتماع لها في دار الرائد محمد سبع واتخذت قراراً بمفاتحة العميد الركن عبد الكريم قاسم الذي كان آمر لواء مشاة المنصور للانضمام للحركة بعد معرفة اتجاهه الوطني والتأكد من أنه كان محسوباً على جماعة المنصورية، فُكلف المُقدم وصفي طاهر بمفاتحته، ومن أسباب مُفاتحة عبد الكريم، أنه كان من الضباط اللامعين في الجيش، وأثبت شجاعة نادرة في جميع الحركات وخاصة حرب فلسطين، وكان ذا شخصية محبوبة مُحترمة من قبل ضباط الجيش، وكان قاسم آمراً للواء المشاة الذي يستفيد منه التنظيم في الثورة.
وفي اجتماع الجادرية (آب- 1957) والذي حضره مُعظم أعضاء اللجنة العليا، تخلف عبد الكريم قاسم وعبد السلام عارف عن الحضور لأن وحداتهما خارج بغداد. وطَرح في هذه الاجتماع مسألة قيادة التَنظيم حيث أُنتخب عبد الكريم قاسم لأنهُ أقدم رتبة في اللجنة العليا إلا أنهُ وبنفس الوقت اِتُّفِقَ على أن يكون للجميع صوت واحد في اتخاذ القرار وتعيين نائبين له. جدير بالذِكر أن قاسم كان لديهِ تنظيم خاص به يُدعى أو يُعرف بـ «تنظيم المنصورية» أو «المنصور». وكان يرأس التنظيم بنفسه. ويضم في عضويته كل من العقيد الركن عبد السلام عارف والعقيد طاهر يحيى والزعيم أحمد صالح العبيدي، في اللواء التاسع عشر الذي كان آمره عبد الكريم قاسم ومعسكره في جلولاء، وكان هذه التنظيم مُنفصلاً عن بغداد. وبعد أن عرفت اللجنة العليا بوجود تنظيم المنصور تدارست إمكانية توحيد التنظيمين، وقررت بعد مناقشة طويلة، مفاتحة تنظيم المنصور لتوحيد التنظيمين، ولقد أُرْسِل ممثل عن اللجنة العليا للتفاوض مع عبد الكريم قاسم عن إمكانية دمج التنظيمين، وكان ذلك في كانون الثاني عام 1957، ووافق قاسم على الاندماج وعلى أنهما متفقان على أسس العمل وعلى ضرورة إزالة النظام الملكي، وعلى إثر ذلك دُعي إلى حضور الاجتماع المقبل في منزل الرائد الطيار المتقاعد محمد سبع، فحضر الاجتماع وأدى القسم أمام اللجنة العليا وبذلك دُمِّجَ التنظيمين.
وكان القسم «أقسم بالله العظيم وبهذا الكتاب المُقدس بأن أكون مخلصاً لموضوع الثورة، وأن أحافظ على سرية التنظيم وهدفه، وأن أنفذ ما يطلب مني، وأكون ملتزماً بعدم إفشاء سر التنظيم والثورة إذا ما انسحبت من هذا التنظيم، وأن أحافظ على أعضائه».

## ثورة 14 تموز

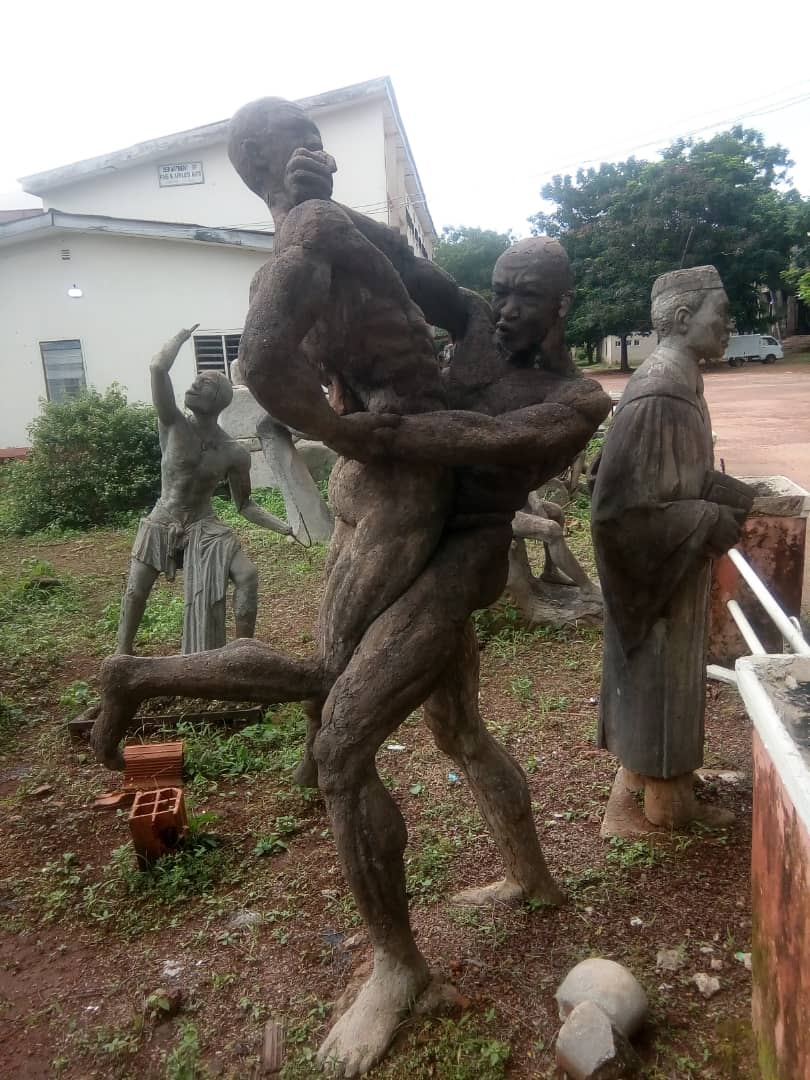
الحشود الجماهيرية المتوجهة إلى وزارة الدفاع

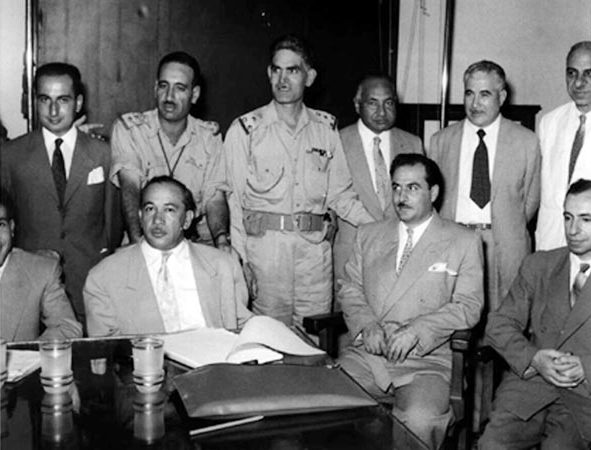
عبد الكريم قاسم، في الصف الخلفي، في الوسط (وغيره من قادة الثورة وممثلي الأحزاب، بما في ذلك عبد السلام عارف (الصف الخلفي، الثاني من اليسار) ومحمد نجيب الربيعي (الصف الخلفي والخامس من اليسار) وميشيل عفلق (الأول من اليمين جلوسا)

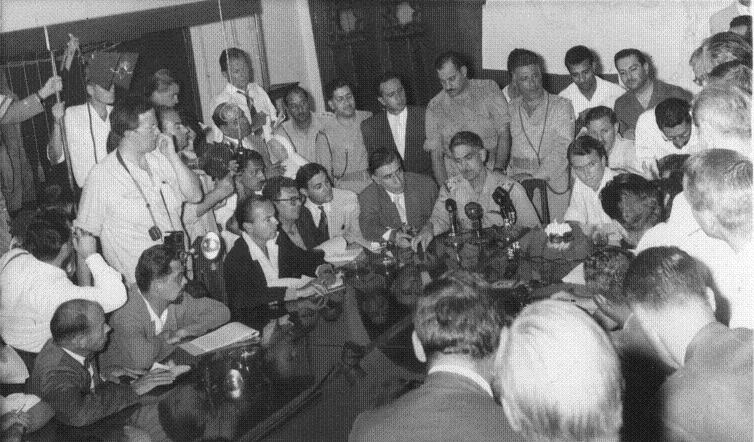
عبد الكريم قاسم في مؤتمر صحفي بعد ثورة 14 تموز. يظهر بينه العقيد فاضل عباس المهداوي والمقدم وصفي طاهر وعلى يمينه محمد صديق شنشل، وكذلك العقيد أحمد حسن البكر (الصف الخلفي الأول من اليسار)

في صبيحة يوم 14 تموز، عام 1958، قام قاسم ومؤيدوه من الضباط الأحرار بتنفيذ التحركات على حسب الخطة التي أعدوها للسيطرة على بغداد وللإطاحة بالنظام الملكي،  وأدى ذلك إلى مَقتل واعتقال العديد من أفراد الأسرة المالكة والمقربين منها، بما في ذلك نوري السعيد والوصي عبد الإله.
وقد ناقش الخطة ووضعها الضباط الأحرار،  لكن من تولى قيادتها ونفذها بشكل رئيسي هما العقيد عبد الكريم قاسم والعقيد عبد السلام عارف. قبل أن تَقوم الثورة طلبت الأردن مُساعدة من العراق، خوفاً من قيام ثورة في لبنان قد تنتشر إلى الأردن، وأرسلت الحكومة العراقية لواء مكون من 3 أفواج كان من ضمنها فوج بقيادة عبد السلام عارف. حاول عبد السلام بطريقة ما خداع قائد الفرقة بأنه سيذهب إلى الأردن بعده وسيذهب إلى بغداد ثم الفلوجة، وإلى الأردن، لكنهُ خالف كلامه وذَهب إلى بغداد وسيطر على مراكزها الحيوية لإسقاط النظام،  وعندما سيطر أذاع بيان الثورة وأعلن الجمهورية العراقية ونهاية النظام الملكي،  وكانت ثورة 14 تموز نهاية لسلسلة من الانتفاضات ومحاولات الانقلاب التي بدأت من عام 1936 في محاولة لبكر صدقي عُرف بانقلاب بكر صدقي، وثورة رشيد عالي الكيلاني، وانتفاضة 1948، واحتجاجات عام 1952، وعام 1956.
في 14 تموز، 1958 عند الهجوم على القصر الملكي الذي رافقه مَقاومة شرسة واشتباكات قوية،  وصلت إمدادات فقصفت قوات الجيش القَصر، نتج عنه حريق في هذا الأخير فأمر الوصي عبد الإله جميع العائلة الملكية بالنزول إلى أقبية وسراديب القصر والاحتماء هناك، ولقد أخبره العقيد البامرني بأن الهجوم قد توسع وأن جنوداً من معسكر الوشاش شاركوا في الهجوم وأنه لن يتمكن من إقناع أي ضابط بالتفاوض، وعندما انضم العقيد طه البامرني آمر الحرس الملكي إلى الحركة، أصدر أوامر بناء على طلب الضباط الأحرار، إلى قوات الحرس الملكي بوجوب الاستسلام،  فسلموا أسلحتهم وتركوها في الشارع، وخرجت العائلة الملكية وخلفها يسير الملك وعبد الإله وطلب الضباط الأحرار منهم السير عند حديقة القصر والخروج من الباب الرئيسي لنقلهم إلى وزارة الدفاع بالسيارات العسكرية، وكان المهاجمون يحيطون بهم بشكل نصف دائرة، وأثناء سيرهم في حديقة القصر دخل النقيب عبد الستار سبع العبوسي من الباب الرئيسي حاملاً غدارته فأطلق رصاصة على العائلة المالكة، فتوالى إطلاق رصاص المُهاجمين فسقط الملك وعبد الإله والملكة نفيسة ووالدة الأمير عبد الإله والأميرة عابدية، وجرح عدد من الضباط الأحرار، أما الأميرة هيام زوجة عبد الإله فقد جُرحت مع الخادمة رازقية وقتل الطباخ التركي وأحد الخدم في نفس المكان، وقد تم تعليل إطلاق الرصاص على العائلة المالكة فيذكر النقيب محمد علي سعيد بأن سبب ذلك كما شرحه النقيب العبوسي بأنه «تذكر حوادث حركة مايس 1941 التحررية وما لاقاه الضباط الأحرار من إعدام وتنكيل فأراد أن لا تتكرر المأساة مرة أخرى ويعود عبد الإله ليشنق ضباط الثورة».
نُقلت جثث العائلة المالكة في سيارة تابعة للقصر حيث توجهت إلى وزارة الدفاع، غير أن الجماهير الثائرة اعترضت السيارة وسحبت منها جثة عبد الإله ثم علقت على بوابة وزارة الدفاع وفي نفس المكان الذي أعدم فيه العقيد صلاح الدين الصباغ عام 1945، أما قرينة عبد الإله الأميرة هيام والخادمة رازقية فقد نقلتا إلى المستشفى الملكي (الجمهوري) حيث أعطيتا العلاج اللازم وتم إنقاذ حياتهما.
بعد الثورة وإعلان جمهورية العراق، أُذيع في الإذاعة بأن عبد الكريم قاسم هو رئيس الوزراء والقائد العام للقوات المسلحة ووزير الدفاع بالوكالة، وتم اختيار العقيد عارف نائب رئيس مجلس الوزراء ووزير الداخلية، وقد أصبحا هما أعلى سلطة في العراق، مع كل من السلطتين التنفيذية والتشريعية، وأصبح محمد نجيب الربيعي رئيساً لمجلس السيادة (رئيس الدولة) ولكن سلطته مَحدودة للغاية.
في 26 تموز، 1958 تم اعتماد الدستور المؤقت،  وتم إصدار عدد من القرارات المهمة خلال الأشهر الأولى من الثورة، وهو القضاء على النظام الملكي وإقامة الجمهورية، كما ألغت الثورة أغلب المراسيم السعيدية التي صدرت إبان الحكم الملكي، وأطلقت سراح المُعتقلين والسجناء السياسيين وألغت قرارات نزع الجنسية عن العراقيين وسعت إلى إعادة السياسيين للبلاد وإطلاق الحريات العامة والنشاطات الحزبية وإلغاء سيطرة الأمن على سياسة التوظيف وإصدار قانون المقاومة الشعبية والبدء بسياسة التطهير في الجهاز الحكومي والقضائي، كما اعتبرت حركة 1941 التحررية ثورة وطنية وأعادت لضباطها وجنودها ولكل من ساهم فيها اعتبارهم وحقوقهم، كما أعادت الضباط الذين أحيلوا على التقاعد في العهد الملكي لأسباب سياسية وخفضت محكوميات السجناء الأكراد الذين حوكموا بسبب اشتراكهم في الانتفاضات الكردية المسلحة ضد الحكم الملكي.

## منصبه رئيسا للوزراء

### الصراع بين العسكريين

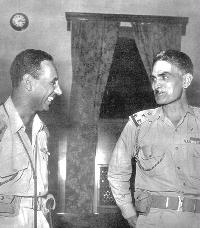
عبد الكريم قاسم وعبد السلام عارف.

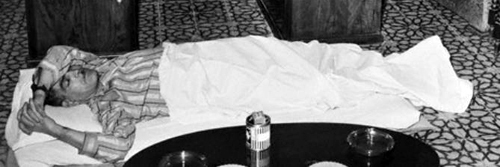
عبد الكريم قاسم نائماً في مَكتبه في وزارة الدفاع العراقية

لقد كان الصراع بين العسكريين بسبب عدم تنفيذ قرار اللجنة العليا للضباط الأحرار بتشكيل مجلس لقيادة الثورة من أعضاء اللجنة وفور القيام بالانقلاب أو الحركة، وأن يُمارس السلطتين التشريعية والتنفيذية في البلاد، وأن تتشكل حكومة مدنية مؤلفة من زعماء الحركة الوطنية، وتجرى انتخابات عامة في وقت لاحق لتكوين مجلس وطني يمثل كافة القوى الوطنية التَقدمية، وإرساء النظام الديمقراطي في البلاد، وحل مجلس قيادة الثورة ورجوع العسكريين إلى ثكناتهم أو اعتزال الخدمة العسكرية والانصراف إلى المشاركة في الحياة السياسية. وقد تفاقم سوء العلاقات بين قاسم وعارف، هذا الأخير، بالرغم من أنه تابع لقاسم، فقد اكتسب شهرة وسمعة كبيرة وكأنه هو قائد الانقلاب أو الحركة نفسها، وقد استفاد عارف من منصبه الجديد في المشاركة وإلقاء سلسلة من الخطب العامة في نطاق واسع، حيث دافع بقوة عن الاتحاد مع الجمهورية العربية المتحدة،  وبدأ بانتقاد عبد الكريم قاسم وسياسته، وحاول قاسم إبعاد عبد السلام عن الضُباط والتَخطيط لإسقاطه، وفي فَترة لاحقة عزله من منصبه كنائب للقائد العام للقوات المُسلحة.
يوم 30 أيلول / سبتمبر، 1958 عزل عارف من منصبه كنائب رئيس لوزراء ووزير للداخلية، وأبعده عن العِراق حيث وضع له دور سفير عراقي في ألمانيا الغربية في بون،  رفض عارف هذا القرار، لكنه أقنع بالذهاب إلى بون بيد أنه عاد بعد فترة، في 4 تشرين الثاني / نوفمبر ونُشرت شائعات عن محاولة انقلاب ضد قاسم، وقد أُعتقل على الفور، واتهم في 5 تشرين الثاني / نوفمبر بمحاولة اغتيال قاسم وقلب نظام الحُكم واقتيد إلى المحاكمة بتهمة الخيانة وحكم عليه بالإعدام في 5 شباط / فبراير 1959 ولكن صدر عفو عنه في وقت لاحق في 24 تشرين الثاني / ديسمبر 1961 ووضع تحت الإقامة الجبرية في منزله.

### محاولة اغتياله

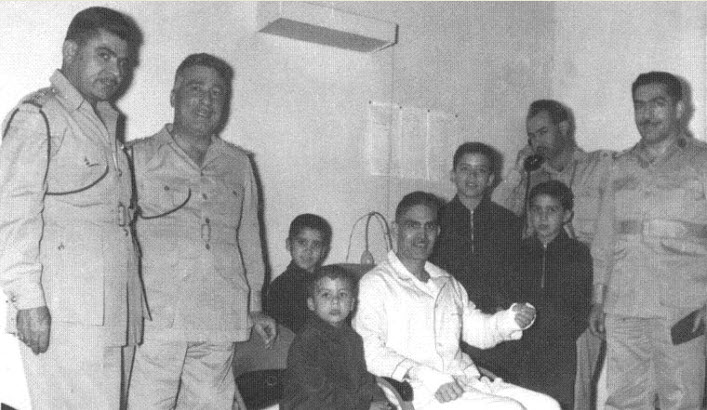
عبد الكريم قاسم يَرقد في المُستشفى بسبب محاوله الاغتيال الفاشلة التي تعرض لها.

في 7 تشرين الأول عام 1959، تَعرض عبد الكريم قاسم إلى مَحاولة اغتيال في شارع الرشيد، بغداد، نَقل على إثرها إلى المُستشفى وقد جُرح أحد مُرافقيه، بينما قُتل سائقه، ولقد تَضاربت الأنباء حول الجهة التي قامت بهذا العَمل، ففي الساعة 6:30 صباحاً من 7 تشرين الأول، أطلق عبد الوهاب الغريري الرصاصة الأولى نحو سيارة عبد الكريم قاسم، ثم تلتها إطلاقات من بقية أعضاء المجموعة المُكلفة بالتنفيذ. وفي لَحظة قُتل السائق، وأصيب المرافق قاسم الجنابي بعدة طلقات. أما صاحب الطلقة الأولى عبد الوهاب الغريري فقد سقط قتيلاً برصاصات أطلقت عليه من قبل بعض أعضاء الجماعة. كان الدور المرسوم لعبد الوهاب الغريري هو أن يقوم بإلقاء قنبلتين، الأولى لنسف السيارة التي تَقل عبد الكريم قاسم والثانية قنبلة دخان تُلقى في الشارع لكي يَتسنى للمنفذين الهروب، ولكن الغريري اُصيب برقبته بطلقة، وتركت جثتهُ في مكانها دون أن يَخليها المُنفذون.
اشترك في هذه المحاولة ستة أشخاص رسميين في العملية وهم: إياد سعيد ثابت وخالد علي الصالح وأحمد طه العزوز وسليم عيسى الزيبق وعبد الحميد مرعي وسمير عبد العزيز النجم وعبد الوهاب الغريري. أما الأعضاء المساندون لهم فهم كل من صدام حسين التكريتي وعبد الكريم الشيخلي وحاتم حمدان العزاوي. وقد أصيب الأولان بجروح واستطاعا الهروب إلى سوريا.

عبد الكريم قاسم يزور محسن الحكيم خلال مرضه

### حركة الشواف 1959

علم الجُمهورية العِراقية من عام 1959 إلى عام 1963، من تَصميم قاسم.

شعار الجُمهورية العِراقية 1959 - 1965

منذ اليوم الثاني أخذ العقيد الركن عبد الوهاب الشواف يفكر بالتمرد والإطاحة بكل من عبد الكريم قاسم وعبد السلام عارف، فأخذ بالاتصال بالضباط الأحرار الذين كانوا ناقمين لعدم إخبارهم بموعد الحركة، ولعدم تشكيل مجلس قيادة الثورة فضلاً عن اعتقاد الشواف بأنه أولى منهما بممارسة السلطة، وزاد في نقمته أيضاً تعيينه حاكماً عسكرياً عاماً ثم ألغي ذلك وعين بمنصب آمر لحامية لواء الموصل. لقد كان الشواف ذا مطامح سياسية واسعة.
بعد أن أخذ عبد الكريم قاسم ينفرد بالسلطة، ويحيد عن مبادئ وأهداف حركة الضباط الأحرار، وينحرف عن الاتجاه القومي، أخذ الكثير من الضباط وعلى رأسهم الضباط الأحرار يتكتلون للقيام بحركة ضد السلطة القائمة، وقد بادر إلى ذلك العقيد رفعت الحاج سري، والزعيم الركن ناظم الطبقجلي، والعقيد الركن عبد العزيز العقيلي ثم انضم إليهم كل من المقدم الطيار محمد سبع والعقيد الركن عبد الوهاب الشواف والرئيس الطيار عارف عبد الرزاق والعقيد نعمان ماهر الكنعاني والرئيس الأول خليل إبراهيم وفريق كبير من الضباط ذوي الميول القومية.
واتفقوا على وَضع خطة تَنص على أن يُعلن ناظم الطبقجلي العصيان والتمرد في المنطقة الشمالية ويساندهُ العقيد عبد الوهاب الشواف في الموصل، ثم تتحرك العناصر العسكرية المؤيدة للحركة في بغداد فتستولي على معسكر الوشاش ومعسكر الهندسة في الرستمية وحامية وزارة الدفاع، ثم تقوم عناصر الحركة باعتقال عبد الكريم قاسم وأنصاره، وتطالبه بتقديم استقالته ثم مغادرة العراق، وإن رَفض، يُقضى عليهِ حالاً.
وفي نفس الوقت يقوم فوج المدرعات الموالي للحركة باحتلال مَحطتي الإرسال والإذاعة. أما القطعات المرابطة في الديوانية والمسيب وأربيل وعقرة فتتحرك في الساعة السابعة صباحاً من يوم الثورة بعد إعلانها من محطة الإذاعة في الموصل. وأجرى الضباط الأحرار اتصالات مع زعماء الأحزاب القومية واشتركت فيها، وتقرر أن يقوم أعضاء هذه الأحزاب والمؤيدون لها بتنظيم المظاهرات للسيطرة على الشارع والتصدي لكل حركة مناوئة بالإضافة إلى حماية بعض المراكز الهامة من أي عمل تَخريبي. وقد وافق على خطة هذه الحركة رئيس مجلس السيادة الفريق الركن محمد نجيب الربيعي دون أن يطلع على تفاصيلها.
وإن نَجحت الحركة سيجري تعديل على الوزارة بإخراج البعض وإشراك بعض العناصر القومية. ورأى القائمون بالحركة الاقتصار على إخراج عبد السلام عارف من السجن وعدم إسناد أي مَنصب لهُ لتحميلهم إياه مسؤولية انحراف الثورة عن خطها القومي جنباً إلى جنب مع مسؤولية عبد الكريم قاسم عنها، ومن ثم الإبقاء على مجلس السيادة برئاسة محمد نجيب الربيعي.
وبسبب تقاعس الزعيم الركن ناظم الطبقجلي عن مساندة الحركة في الموصل جعل القطعات في بغداد وكذلك في أنحاء العراق الأخرى تتردد هي الأخرى عن التَمرد، الأمر الذي أدى إلى انعزال حركة الموصل، وتوفر فرصة اتخاد إجراءات سريعة وحاسمة لعبد الكريم قاسم للانقضاض على الضُباط الموالين للحركة واعتقالهم، ثم سَحق الحركة في الموصل عسكرياً. فانهارت الحركة تماماً بعد مقتل العقيد الشواف وفرار قسم كبير من ضباطهِ إلى سوريا.
على إثر فشل حركة الشواف في الموصل جرت اعتقالات عديدة شملت جميع العناصر القومية سواء داخل صفوف القوات المسلحة أم خارجها، وقد مَثل أمام المحكمة العسكرية العليا الخاصة بتهمة الاشتراك في حركة الشواف خمسة وسبعون متهماً من ضباط الجيش والمدنيين، وصدرت الأحكام بإعدام تسعة وعشرين منهم كما شملت الأحكام بالسجن المؤبد والأشغال الشاقة لسبعة وعشرين آخرين، وبرأت المحكمة ثمانية عشر شخصاً من العسكريين والمدنيين المحالين إليها.
وفي 5 نيسان، 1959 نُفِّذ حكم الإعدام بالضباط الطيارين الأربعة الذين شاركوا بالحركة وحاولوا قصف وزارة الدفاع ومرسلات الإذاعة في أبي غريب وهم كالآتي: عقيد الجو عبد الله ناجي الرئيس الطيار قاسم العزاوي، الملازم الطيار أحمد مهدي عاشور والملازم الطيار فاضل ناصر (أما الملازم صائب صبري الصافي فقد انتحر على الحدود الحدود السورية العراقية) بعد أن حكمت عليهم المحكمة العسكرية العليا الخاصة بتاريخ 28 آذار 1959 بالإعدام بعد إجراء محاكمة لهم. وفي 25 آب 1959 نُفِّذ حكم الإعدام بكل من الرئيس الركن نافع داود والرئيس محمد أمين عبد القادر والملازم الأول سالم حسين والملازم محسن إسماعيل عموري والملازم مظفر صالح وفاضل حمادي الشكره بعد أن حكمت عليهم المحكمة العسكرية العليا الخاصة بتاريخ 9 آب، 1959 بالإعدام.
وفي 20 أيلول 1959 نُفِّذ حكم الإعدام بالوجبة الثالثة والأخيرة المشتركة في حركة الموصل وهم: الزعيم الركن ناظم الطبقجلي، العقيد رفعت الحاج سري، المقدم الركن عزيز أحمد شهاب، الرئيس داود سيد خليل، العقيد خليل سليمان، الرئيس الأول توفيق يحيى اغا، الرئيس يحيى حسين الحمادي، المقدم علي توفيق، الرئيس هاشم الدبوني، الملازم حازم خطاب، المقدم إسماعيل هرمز، الرئيس الأول محمد الجلبي والرئيس زكريا طه.
وخفضت عقوبة الإعدام الصادرة من المحكمة العسكرية العليا الخاصة إلى الأشغال الشاقة المؤقتة لمدة خمسة عشر عاماً بحق كل من المقدم عبد الله الجبوري، المقدم يوسف كشمولة، الرئيس محمد سعيد قاسم، الرئيس صديق علي الصفار، المقدم كامل الدبوني، الرئيس صديق إسماعيل، الرئيس حازم حسن العلي. وذلك في البيان الصادر من الحاكم العسكري العام بتاريخ 19 أيلول، 1959.

### استقلال الكويت 1961

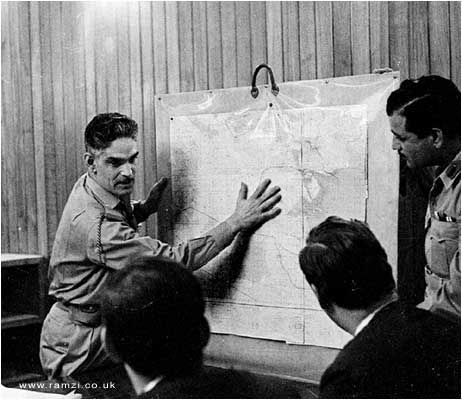
عبد الكريم قاسم يشرح للصحفين الأجانب ما يسمي بأحقية تبعية دولة الكويت للعراق.

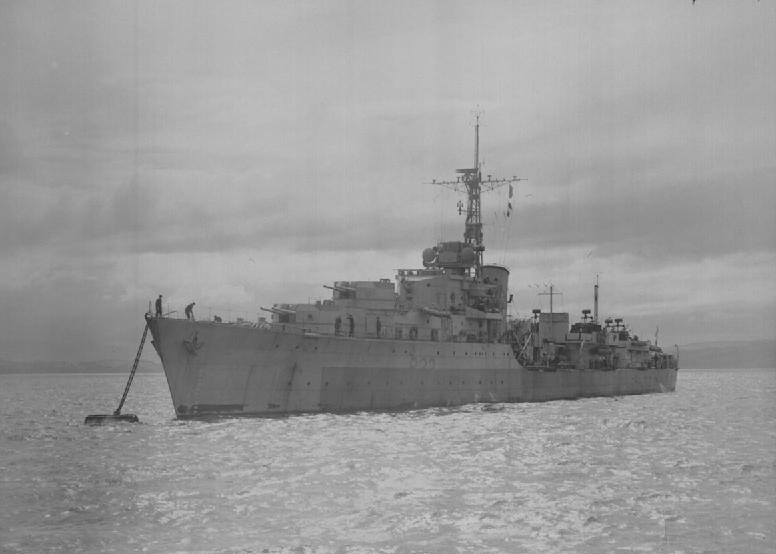
المدمرة كامبرداون واحدة من 4 مدمرات وحاملتي طائرات و6 فرقاطات شكلت الأسطول البريطاني الذي أجابت به بريطانيا على طلب أمير الكويت للمساعدة العسكرية في 30 حزيران يونيو 1961

في 19 حزيران، 1961، أعلنت بريطانيا عن توقيعها على معاهدة الاستقلال مع الكويت فأسرع عبد الكريم قاسم في إرسال برقية إلى شيخ الكويت يبلغه فيه سروره بإلغاء اتفاقية 1899. وفي 25 حزيران، 1961 عَقد عبد الكريم قاسم مؤتمراً صحفياً في مبنى وزارة الدفاع، أثار فيه مسألة تبعية الكويت إلى العراق بوصفها قضاءً عراقياً تابعاً لمحافظة البصرة، وأشار في المؤتمر الصحفي إلى الأسس التاريخية التي يستند إليها في دعوته هذه، كما أظهر بعض الوثائق التاريخية التي تؤكد ذلك وأشار إلى «أننا باستطاعتنا أن نحصل على حقوقنا كاملة ولكننا نلجأ دوماً وأبداً إلى السلم و (إن جنحوا للسلم فاجنح لها) إلا أنني أؤكد لكم أن الاستعمار لا يفيد معه السلم فهو عدو السلم».
وقد أُثيرت المشكلة في الأمم المتحدة بعد أن رفع العراق شكوى أمام مجلس الأمن من إنزال القوات البريطانية في الكويت. فطرح في مجلس الأمن مشروعان أحدهما مصري والآخر بريطاني لحل المشكلة، ووقف الاتحاد السوفيتي بجانب العراق وقد استخدم حق الفيتو ضد المشروع البريطاني، أما المشروع المصري فلم يَحصل على الأصوات اللازمة لصدوره.
ونتيجة لإخفاق مجلس الأمن في حل المشكلة، بحثت المسألة في مجلس الجامعة العربية وتقرر إرسال قوات عربية بديلة عن القوات البريطانية في الكويت طبقاً للمشروع التي تقدمت به السعودية في تموز 1961، فانسحب العراق من مناقشات مجلس الجامعة احتجاجاً على ذلك. ثم ألفت أربع دول عربية قوات عسكرية باسم جامعة الدول العربية لتحل محل القوات البريطانية في الكويت وهذه الدول هي السودان والأردن والسعودية والجمهورية العربية المتحدة. وبلغ تعداداها (2300) جندي وصلت الكويت في شهر أيلول 1961، وفي تشرين الأول 1961 غادرت جميع القوات البريطانية الكويت بعد أن استبدلت بقوات عربية.

### الحركة الكردية في الشمال

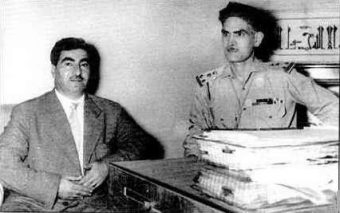
عبد الكريم قاسم مع مُصطفى برزاني.

عند قيام ثورة 14 تموز 1958 مثل الأكراد في مجلس السيادة بعضو من أصل ثلاثة أعضاء يتكون منهم المجلس وهو العقيد خالد النقشبندي، كما كان للأكراد تمثيل في وزير واحد هو بابا علي الشيخ محمود وزير للمواصلات من أصل عشرة وزراء، كما أن الضُباط الأكراد قد شاركوا في ثورة أو انقلاب 14 تموز.
وقد نص الدستور المؤقت في المادة الثالثة منه على أن «العرب والأكراد شركاء في هذا الوطن ويقر هذا الدستور حقوقهم القومية ضمن الوحدة العراقية». ولقد أَصدر العفو عن الذين شاركوا في الثورة على النظام الملكي والذين هربوا من البلاد بسبب اضطهادهم وملاحقتهم ومنهم الملا مصطفى برزاني وأتباعه. وبعد مدة، عاد مصطفى برزاني ومعه شقيقه الشيخ أحمد البرزاني وأولاده وعائلته، وخصصت الحكومة العراقية بيت نوري السعيد كما خصصت له سيارة عبد الإله لتنقله، كما صرفت لهم رواتب شهرية سخية فكان مصطفى يتقاضى راتباً قدره (500) دينار والشيخ أحمد (150) دينار. في عام 1961 ساءت العلاقات بين قاسم ومصطفى، وكان سبب تدهور العلاقات بينهما هو مماطلة عبد الكريم قاسم في تحقيق الإصلاحات الاجتماعية وفي تحقيق الحقوق القومية للأكراد وخاصة المادة الثالثة من الدُستور المؤقت. فبدأت صحيفة الحَزب الديمقراطي لكردستان خه بات تهاجم الحكم وتطالب بإلغاء الأحكام العرفية والأوضاع الاستثنائية وإنهاء فترة الانتقال والشروع بإجراء انتخابات حرة، كما طالبت بإطلاق سراح السجناء والمحكومين السياسيين والكف عن مطاردة الحياة الحزبية والنقابية والجمعيات الفلاحية والمنظمات الديمقراطية.
ورد عبد الكريم قاسم على الحزب بغلق مراكزه ومطاردة قادته واعتقال أعضائه وأغلق صحيفة الحزب في آذار 1961 بعد فشل محاولة إصدار حكم من المجلس العرفي العسكري الثاني حيث قدمت صحيفة الحزب أمامه بتهمة نشرها مقالاً ناقشت فيه المادتين الثانية والثالثة من الدستور المؤقت. وفي تموز 1961 وصل التوتر بين الأكراد وعبد الكريم قاسم أشده، فحشد قواته المسلحة لضرب التجمع الكردي المُسلح الذي حدث في المنطقة الشمالية احتجاجاً على ضريبة الأرض وسياسة الحكومة.

### السياسة الخارجية

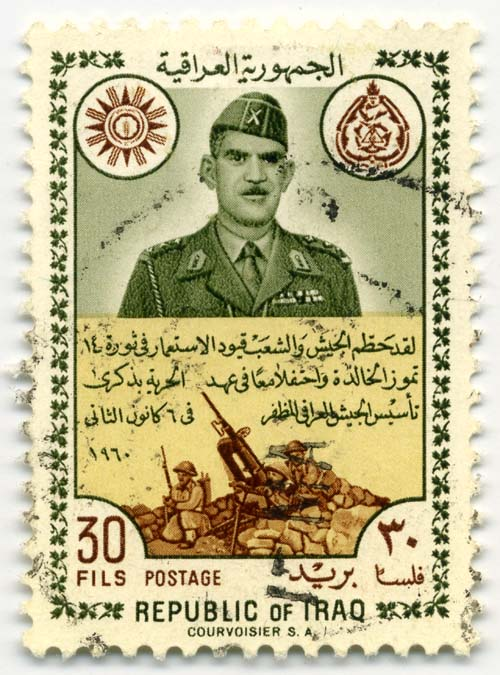
طابع عراقي يحمل صورة الزعيم عبد الكريم قاسم صدر في ذكرى عيد الجيش 1960

في 24 آذار، 1959، انسحب العراق من حلف بغداد،  وبهذا الانسحاب فقد انهار الحلف وتبعته انسحابات مُتتالية إلى أن انهار كلياً عند قيام الثورة الإيرانية في عام 1979 وانسحاب إيران من الحلف، بهذا الحدث فقد انهار الحلف تماماً، وأقام العراق علاقات ودية وصداقة مع الاتحاد السوفيتي. كذلك انسحب من مبدأ آيزنهاور، كما ألغى العراق معاهدة للأمن المشترك والعلاقات الثنائية مع المملكة المتحدة. أيضاً، انسحب العراق من اتفاق مع الولايات المتحدة التي وقعها النظام الملكي خلال عامي 1954 و1955 فيما يتعلق بالأمور العسكرية والأسلحة والمعدات. في يوم 30 أيار مايو، عام 1959، غادر آخر الضباط والجنود البريطانيين قاعدة الحبانية في العراق، وجدير بالذكر أنه بعد أيام قليلة من قيام ثورة 14 تموز تَم إلغاء الاتحاد الهاشمي بين المملكة العراقية والمملكة الأردنية الهاشمية.
لقد ساعد العراق الجزائريين في ثورتهم ضد الاستعمار الفرنسي، فقد خُصص في الميزانية مليونا دينار سنوياً لدعم حكومة الجزائر المؤقتة بالإضافة إلى تخصيصات الأسلحة والمعدات الحربية وفتح الدورات التدريبية للمجاهدين الجزائريين.
وقد قَدمت الحكومة العراقية المساعدات المالية والعسكرية إلى حركات التحرير في سلطنة عمان والخليج العربي، وسلكت في سياستها الخارجية سياسة الحياد الإيجابي بين المعسكرين المتنازعين، ودعمت قضية فلسطين في أروقة الأمم المتحدة وخارجها ودعت إلى تشكيل جيش التحرير الفلسطيني ليكون النواة لتحرير فلسطين.
كما عقدت الاتفاقيات الاقتصادية والتجارية والثقافية مع الدول الاشتراكية والمحايدة وبذلك كسرت التعامل القائم مع الغرب فقط والذي كان سائداً في العهد الملكي، وبذلك حققت المساواة في التعامل الدولي على أساس المصلحة المشتركة والمنافع المتبادلة.
قام العراق بحل ارتباط الدينار العراقي بالجنيه الإسترليني وجعله مُرتبطاً بالدولار الأمريكي. والتزم العراق سياسة الحياد الإيجابي.
في 1959 أثارت إيران غضب قاسم بسبب نزاعات على أراضٍ، وعلى الخصوص منطقة خوزستان الإيرانية أو منطقة الأهواز، التي يسكنها العَرب وتُعتبر أراض عربية، وبخصوص تقسيم شط العرب بين جنوب شرق العراق وغرب إيران. في 18 ديسمبر/كانون الأول أعلن عبد الكريم قاسم: «نحن لا نرغب في الرجوع إلى تاريخ القبائل العربية المقيمة في الأحواز والمحمرة، لكن العثمانيين سلموا المحمرة التي كانت جزءً من الأراضي العراقية إلى إيران»."
بعد ذلك، بدأ العراق بدعم الحركات الانفصالية في خوزستان أو الأحواز."
وقد أدت أخطاء قاسم السياسية الخارجية إلى إضعاف المزيد من مواقفه. ولقد انعزل العراق عن محيطه العربي بسبب حادثة الكويت، في حين قد أثار العراق غضب جارته القوية آنذاك إيران، وأيضاً أثار غضب الدول الغَربية بسبب مواقفه وقراراته، وبسبب تحالفه مع الشيوعية والاتحاد السوفيتي، وأصبح العراق معزولاً عربياً ودولياً.

## إنجازاته

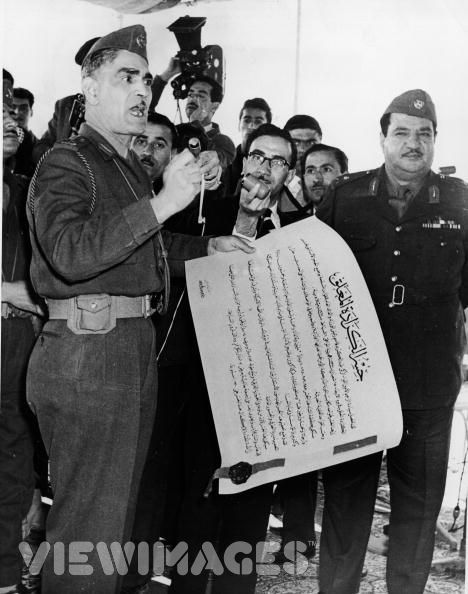
عبد الكريم قاسم يضع الحجر الأساس لجسر الكرادة، ويظهر رئيس أركان الجيش احمد صالح العبدي (يمين الصورة) والمذيع قاسم نعمان السعدي (وسط الصورة)، 01 شباط 1961

يُمكن اعتبار ثورة 14 تموز نقطة تحول في السياسة العراقية، ليس فقط بسبب التحول السياسي الكبيرة مثل (إلغاء النظام الملكي وإقامة النظام الجمهوري)، ولكن أيضاً بسبب إصلاحاتها الداخلية. وعلى الرغم من العديد من العيوب التي كَانت في عهد قاسم، إلا أن قَاسم قد أنجز العديد من المَهام والمشاريع الداخلية التي أستفاد منها المُجتمع العراقي.

### المنجزات السياسية الداخلية

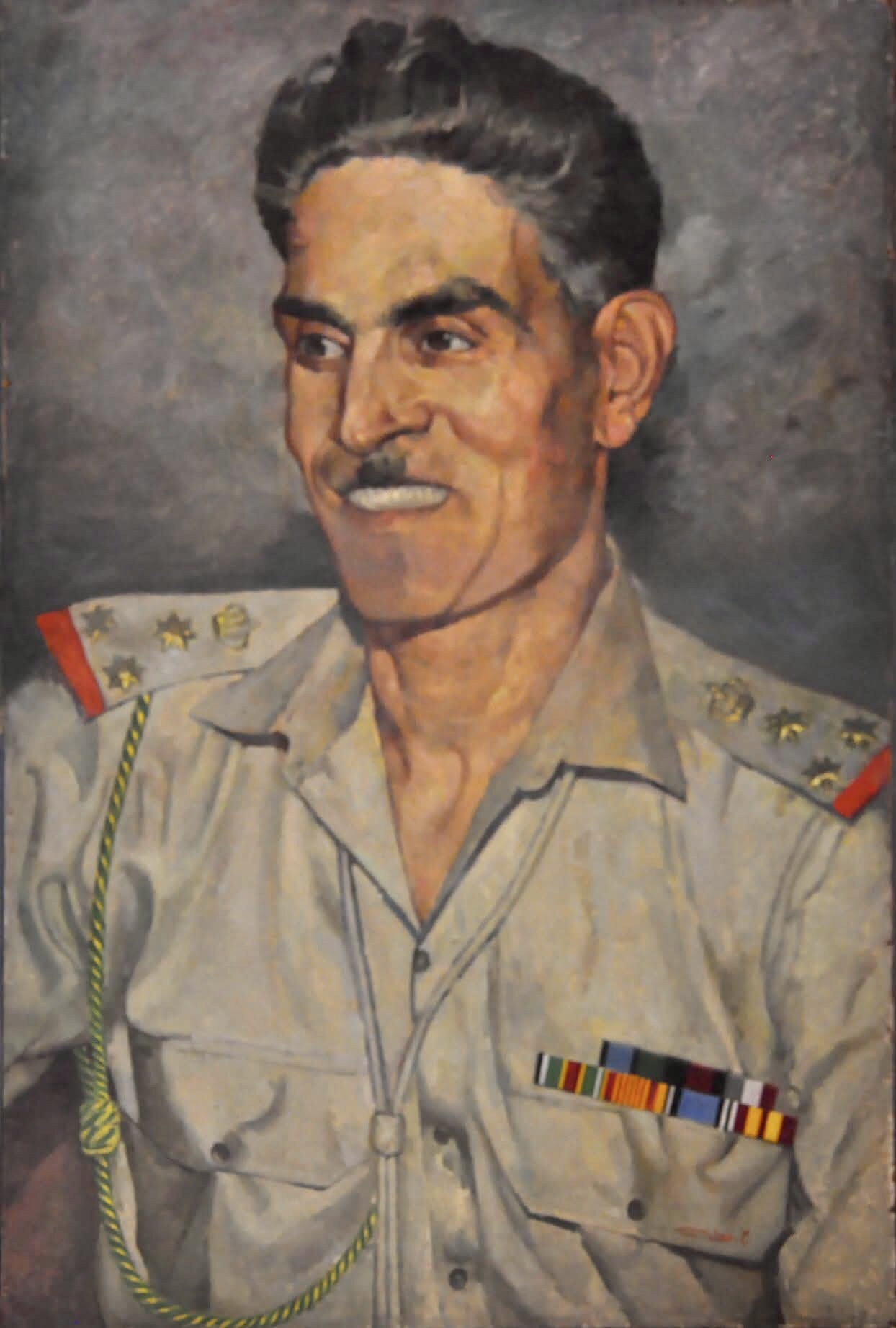
لوحة بورتريه لعبد الكريم قاسم عام 1958 (ريشة: حافظ الدروبي)

بقيام الثورة أتيحت العديد من المنجزات أو التَغييرات السياسية حيث كان أول إنجاز هو القضاء على النِظام الملكي وإقامة الجمهورية العراقية، فأزالت بذلك الاستعمار والإقطاع والاستغلال، وألغت أغلب المَراسيم السعيدية التي صدرت إبان الحُكم المَلكي، كما أطلق سراح المعتقلين والسجناء السياسين وألغت قرارات نزع الجِنسية عن العراقيين وسعت إلى إعادة السياسيين للبلاد وإطلاق الحريات العامة والنشاطات الحزبية، واعتبرت حركة مايس 1941 حركة تحريرية وطنية، كذلك خفضت محكوميات السجناء الأكراد الذين حوكموا بسبب اشتراكهم في الانتفاضات الكردية ضد الحكم الملكي، وأصدرت دستور 1958 المؤقت الذي أعطى للكُرد حقوقهم.

### في المجال الاقتصادي والاجتماعي
ألغت الثورة النظام الإقطاعي، وألغت نظام دعاوى العشائر، وصادرت أموال وأملاك الأسرة العراقية المالكة وتسجيلها باسم الدولة. ونظمت شؤون مجلس الإعمار، فألغت عقود بعض الشركات الأجنبية، ولقد نقحت المناهج الدراسية بما يلائم خط العهد الجمهوري. وقامت بإصلاحات واسعة في المجالات الاقتصادية والاجتماعية والثقافية والصحية،  من ضمنها قانون الإصلاح الزراعي، عُرف بقانون رقم 30 لسنة 1958،  ولَقد انسحب العراق من المَنطقة الإسترلينية،  أيضاً أصدر العراق قانون رقم 60 لسنة 1961 الذي حُدد بموجبه مناطق الاستثمار لشركات النفط الاحتكارية العاملة في العراق وفق جدول مُلحق بالقانون انتزعت بموجبه 99.5% من الأراضي الممنوحة للشركات الأجنبية غير المُستثمرة،  ولقد وَزعت الثورة الدور السَكنية على الموظفين ومن ذوي الدخل المحدود، كما تم بناء أحياء سكنية للضباط وضباط الصف في جميع محافظات القُطر، وتم بناء المستشفيات والمدارس، وتم تسليح الجيش باتفاقية مع الاتحاد السوفيتي. ونتيجة لتفشي الأمية بشكل فظيع بالعراق، حيث بَلغت 65%، كان من ضمن المُنجزات القَضاء على الأمية باعتبارها الخطوة الأولى لكل تقدم اجتماعي وصحي وثقافي في البلاد. وقد قامت ببناء المدارس لتعليم النشء الجديد القراءة والكِتابة، كما طورت الوضع الصَحي عن طريق بناء المُستشفيات والمستوصفات، وقامت بربط الريف بالمدينة عن طريق فتح طرق المواصلات البرية والحديدية في أغلب مُحافظات القُطر، كما تم إيصال القوة الكهربائية والمائية إلى الأرياف والقرى، وأَصدرت قانون الأحوال الشخصية الجديد الذي بموجبه ساوى المَرأة مع الرَجل.

### التغييرات في المجالين القومي والدولي
حررت ثورة 14 تموز العراق من القيود الاستعمارية، وأصبحت تَستهدف مصلحة العراق والعرب والسلام في العالم. وقد تَعاون العراق في بادئ الأمر مع الجمهورية العربية المتحدة، وعقد اتفاقية للتعاون العسكري، وثلاث اتفاقيات للتكامل الاقتصادي والتجاري، وعَقدت ميثاق الوحدة الثقافية العربية. إلا أن هذا التعاون والتقارب لم يَستمر.
نَهجت الحكومة العراقية سياسة دعم الحركات التحررية الوطنية، فَقد قَدمت المساعدات المالية والعسكرية لحركات التحرير في عمان والخليج العربي، وأخدت سياسة الحياد الإيجابي بين المعسكريين المتنازعين، ودَعمت قضية فلسطين في احتفالات الأمم المتحدة ودعت الحكومة العراقية إلى تشكيل جيش التحرير الفلسطيني ليكون النواة لتحرير فلسطين.
عُقدت الاتفاقيات الاقتصادية والتجارية والثقافية مع الدول الاشتراكية والمُحايدة، وبهذا فقد كَسرت التعامل مع الغَرب فقط الذي كان يسود في العهد الملكي، وبذلك حققت المساواة في التعامل الدولي على أساس المصلحة والمنافع المتبادلة. انسحب العِراق مُباشرة من الاتحاد العربي الهاشمي بعد ثورة 14 تموز،  أيضاً، قَضت الثورة على النفوذ الأجنبي في البلاد وبخاصة البريطاني، فقد انسحب العراق من حلف بغداد،  كذلك عقد العراق اتفاقية التعاون الاقتصادي مع اتحاد الجمهوريات السوفيتية.

## قصه حبه
لم يَتزوج عبد الكريم قاسم قط وقد أحب امرأة واحدة فقط في الشامية عندما كان مُعلماً. ويقول المقدم جاسم كاظم العزاوي «لا توجد في حياة عبد الكريم قاسم جوانب أخلاقية سيئة كما يدعي البعض، وأنه قبل الثورة كانت له صديقة واحدة، ولم يلتق بها قط بعد الثورة». ويقول وزير الإرشاد في حكومة الثورة «أن زيارات عبد الكريم قاسم لمدارس البنات، كذلك زيارة المدارس له، في مقره بوزارة الدفاع، كانت بسبب الفتاة التي خطبها قبل الثورة ورفضته، وهي معلمة في إحدى مدارس البنات، وعند زيارته للمدرسة التي توجد فيها المعلمة، رأى خاتم الزواج في يدها، عند ذلك منع زيارة المدارس له». ويبدو من هذا أنه عندما كان معلماً في الشامية، طلب يد الفتاة، لكن الفتاة كانت ترغب أن يكون فارس أحلامها بوظيفة أعلى من معلم لذلك لم توافق على الزواج. وقال العميد الركن خليل سعيد عبد الرحمن «إن عبد الكريم قاسم خطب قبل دخوله كلية الأركان العسكرية «أي عام 1939» فتاة من أهل بغداد، لكن عائلتها رفضت لأسباب ربما كانت عشائرية محضة، لكن بعد قبوله في كلية الأركان وما أعقبها من تسلمه مسؤوليات عسكرية صرفته عن التفكير بالزواج» وقالت الصحفية اللبنانية فردوس المأمون «إنها حضرت إلى بغداد عام 1960 لتغطية أعمال مؤتمر وزراء الخارجية العرب المنعقد في بغداد، والتقت بالزعيم عبد الكريم قاسم وأجرت معه حوارا نشر في جريدة الجريدة اللبنانية، وأضافت: وبعد فترة قصيرة، التقيت صديقتي القاضية صبيحة الشيخ داود، وكانت رئيسة لمركز الأحداث في بغداد، وقالت لي: «إن الزعيم عبد الكريم قاسم يطلبك للزواج، في البداية اعتقدتها تمزح معي، وبعد حديث طويل صدقت أن هذا الطلب حقيقي، فاعتذرت بلباقة، لأني لم أفكر بالزواج، ولم يخطر على بالي قط» وفي مطار بغداد، وأنا أروم العودة إلى بيروت، فوجئت بأحد الضباط يقدم لي صندوقا صغيرا هدية من الزعيم عبد الكريم قاسم وقد كتب على غلاف الصندوق الآنسة العزيزة فردوس المأمون.. مع أطيب آمالي وأمنياتي، وكان الصندوق يحتوي على عدد من المجوهرات والأحجار الكريمة، ووسام أعلى لقيادة الجيش».

## انقلاب 8 شباط 1963 (ثورة 14 رمضان)

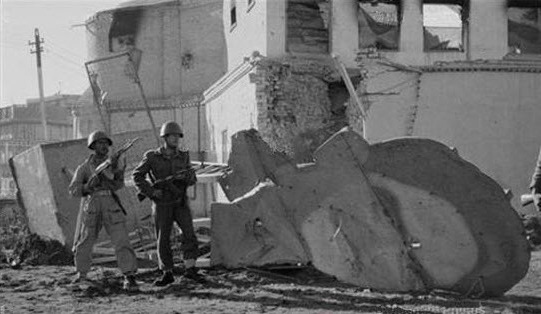
مجموعة من قوات الجيش المتمردة تقوم بإسقاط صورة عبد الكريم قاسم التي كانت أمام وزارة الدفاع العراقية.

في صباح يوم 8 شباط عام 1963، كان يوماً مميزاً عن بقية أيام ذلك الشهر في بغداد. أشعة الشمس هادئة، والرياح نسمات تطوف الأجواء، وكان يوم جمعة (العطلة الأسبوعية) حيث حركة العربات والبشر بطيئة مقارنة مع بقية أيام الأسبوع، فضلاً عن مصادفته في شهر رمضان (14 منه). ومعظم أهالي بغداد الصائمين وغيرهم يسهرون الليالي ويتأخرون في الاستيقاظ صباحاً، ووسط ذلك، كانت أعداد من السيارات المتجهة إلى «أبو غريب» المنطلقة من معسكر الوشاش أكثر نسبياً من أي يوم جمعة رمضاني مضى، وبحكم العادة فإن الناظر يتصور إنها متجهة إلى الحبانية. وكانت الكتيبة الرابعة تلك الكتيبة التي تقرر منذ زمن طويل أن تكون نقطة انطلاق الثورة التي قرر حزب البعث العربي الاشتراكي - قيادة قطر العراق - القيام بها ضد حكومة عبد الكريم قاسم. كانت الخطة أن يلتقي الضباط البعثية والقوميون عند مقر كتيبة الدبابات الرابعة، وكانت المسافة محسوبة بدقة بحيث يصلون في الوقت المُحدد، وكان الحزب قد أعد وبعث مسبقا جهاز تسجيل وأشرطة وأناشيد وطنية إلى مرسلات البث الإذاعي المباشر في أبي غريب. ولا تبتعد المرسلات عن الكتيبة سوى مائتي متر. وتقع في طريقهم إلى الكتيبة. وأن الأمور مُرتبة بشكل دقيق جداً، وسيستقبلهم آمر سرية المرسلات وهو ضابط بعثي مبلغ بساعة الصفر ليرشدهم فوراً إلى استوديو احتياطي مُعد أساساً من قبل إدارة عبد الكريم قاسم لاستخدامه في التسجيل والإذاعة الاضطرارية فيما لو حصل طارئ أو أي خلل آخر، وتذهب ثلاث دبابات إلى محطة البث من الكتيبة الرابعة يقودها كل من المقدم عبد الستار عبد اللطيف والمقدم محمد المهداوي والرئيس أول جميل صبري، ولكن لن يكون في هذه الدبابات أي عتاد خفيف أو ثقيل كما أنها مُعرضة للعطل، لأن واحدة منها أو جميعها ربما تكون مفرغة من ماء التبريد، وكان يجب أن يصلوا إلى إذاعة أبي غريب ليذيعوا البيان الأول وما يتبعه من بيانات وتوجيهات أخرى لإذاعتها إلى أن يتم الاستيلاء على إذاعة بغداد الرئيسية في الصالحية. وآنذاك تعود مرسلات أبي غريب إلى واجباتها الأصلية وهي استلام الإشارات من إذاعة بغداد وبثها إلى كافة أنحاء العراق.

## مقتله

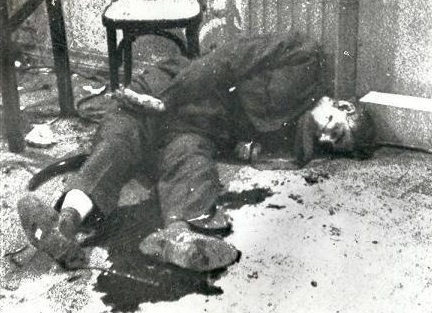
عبد الكَريم قاسم بعد مَقتله.

في 9 شباط من عام 1963 أَقدم الانقلابيون في انقلاب 8 شباط أو ثورة 14 رمضان على إعدام عَبد الكريم قاسم بعد أن تَم إلقاء القَبض عليه قبل ظهر اليوم الثاني من الانقلاب، في قاعة الشعب التي التجأ إليها بعد انتهاء معركة وزارة الدفاع لصالح القطعات العسكرية المُحاصرة لها. اعتقل عدد من الضباط المُهاجمين عبد الكريم وبعض معاونيه، وساقوهم إلى مقر قيادة الانقلاب في دار الإذاعة والتلفزيون، وبعد محاكمة صورية لم تستمر سوى دقائق أعدم قاسم والآخرون في الساعة الواحدة بعد الظهر رمياً بالرصاص.
كان هناك شائعات بأن وكالة الاستخبارات المركزية (سي آي آيه) دبرت الانقلاب، إلا أن شهادة من أحد الضُباط السابقين في وكالة المخابرات المَركزية تُشير إلى عدم وجود التَدخل الأمريكي المُباشر، لكن السي آي آيه كانت تسعى بجدية لإيجاد بَديل مُناسب لقاسم داخل الجيش العراقي، وأُبلغت بالانقلاب في وقت سابق من قبل مُخبر رفيع المستوى داخل الحزب.

## إرثه وتَكريمه

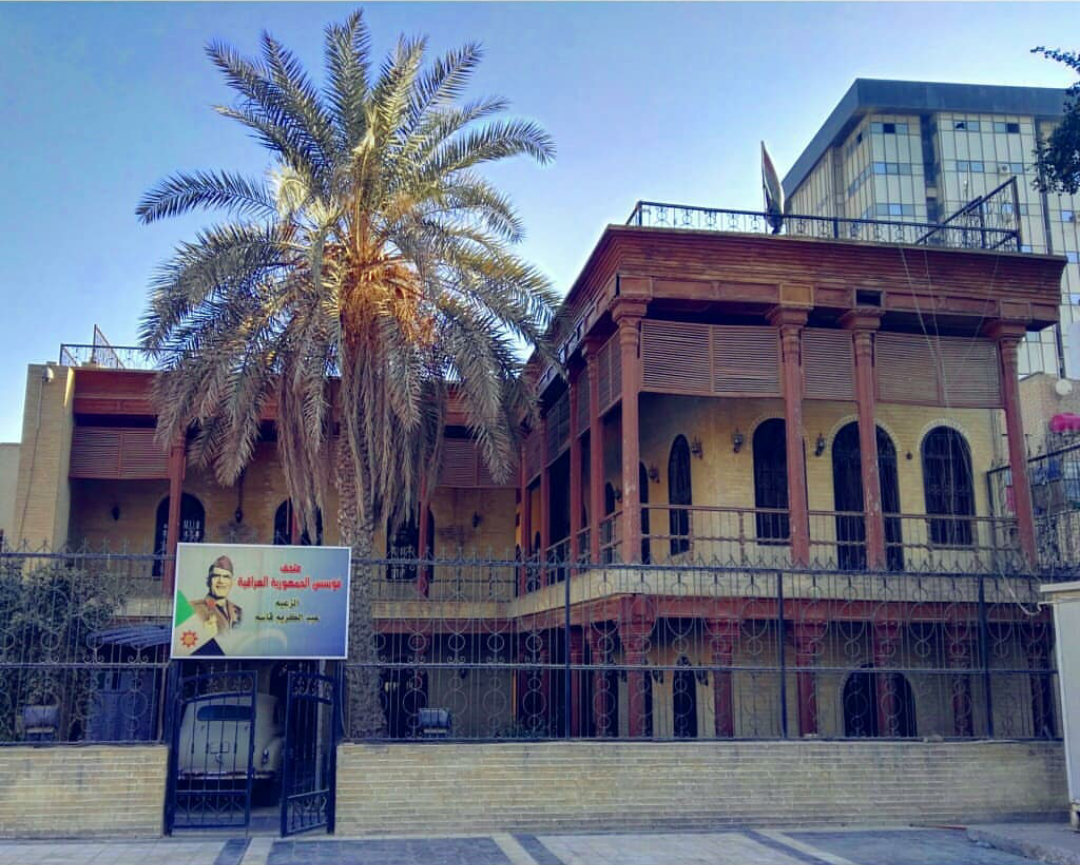
متحف عبد الكريم قاسم في شارع الرشيد.

كان عبد الكريم قاسم يملك 4 قطع أراضي في قضاء الصويرة وقد تبرع بها للدولة لكي تكون مستشفى ومدرسة ومعهداً خيرياً، وكانت لديه دار أستأجرها من مديرية الأموال المجمدة لدى اليهود، وكانت قيمة إيجارها 16 ديناراً وهي تقع بالقرب من ساحة الجندي المجهول (ساحة الفردوس حالياً)، وقد هدم لاحقاً بعد انقلاب 8 شباط في محاولة لمحو أي شيء يتعلق بقاسم. وأستحوذت الحكومات المتلاحقة على الكثير من العقارات في هذه المنطقة. وقيل بأن عبد الكريم قاسم هو أكثر شخص حَكم العراق وكان وطنياً ومُخلصاً وزاهداً وخلوقاً ومهذباً وكان مع طبقة الفقراء ويسعى لرفع المستوى المعاشي حسب رأي معاصريه، تقول نزيهة الدليمي «كان للزعيم عبد الكريم قاسم الكثير من الصفات الحميدة وأفضلها من وجهة نظري أنه كان مهذباً جداً وذا أخلاق عالية وحضارية ولم أسمع منهُ كلمات نابية قط. وكان نصيراً للفقراء وذوي الدخل المحدود، يسعى لخدمتهم ورفع مستواهم المعيشي وقد عمل الكثير في هذا المجال من أجلهم فأنشأ لهم مشاريع خدمية وسكنية عديدة، لقد كان ذا نشأة عسكرية غير سياسية ولعل ذلك كان أحد أسباب عدم استمرار حكمه زمناً طويلاً. .. وقد تألمت للمصير الذي انتهى إليه الزعيم عبد الكريم قاسم والمذابح والتصفيات التي جرت في صفوف الشيوعيين والوطنيين ولم يكن قائد ثورة 14 تموز (يوليو) يستحق ذلك المصير المؤلم بعد أن أسس النظام الجمهوري وحارب الاستعمار بصلابة وخدم الفقراء بصدق وسعى للارتقاء بمستوى العراق إلى مصاف الدول المتقدمة في جميع المجالات.» ويقول الدكتور حسن العلوي وهو أديب ومؤرخ سياسي عراقي «مضى ربع قرن على انعقاد أول جلسة عربية لمحاكمة عبد الكريم قاسم وثورة 14 تموز ولم ينته النظر في هذه القضية مع أن المتهم الرئيسي فيها قد أعدم رمياً بالرصاص دون محاكمة. ومرت عشرون سنة على إعدامه. شهود النفي صامتون.. وشهود الإثبات وحدهم الذين كتبوا الكتب، ونشروا المذكرات، وسودوا أعمدة الصحف العربية بالسطور الغاضبة. ولم يتخلف الشعر العربي العمودي والحديث عن الإدلاء بقصائده ضد المتهم الماثل أمام الأمة منذ ربع قرن ومازالت المحكمة مستمرة، يساهم فيها حتى هذه الساعة صحفيون عبروا مع الرئيس المصري أنور السادات إلى تل أبيب ورجال نفط وأشخاص حكموا على المتهمين الذين أطلق عبد الكريم قاسم سراحهم بالموت شنقاً وبالنفي حتى الموت رصاصاً.. فرصة ثمينة لأن يصير المنفي شاهد نفي. مفارقة لغوية غريبة تتحول إلى واقع النفي يولد النفي.. ويولد الشهادة الجديدة التي تأخرت عن موعدها ربع قرن.» وقد حاول من جاؤوا من بعده طَمس عبد الكريم قاسم والتشديد عَليه، ولكن بعد عام 2003 شَهد عودة اسمه، ففي 25 أيار مايو، 2003 سُميت إحدى ساحات شارع الرشيد باسمهِ بعدما كانت تُعرف بـ «ساحة عبد الوهاب الغريري» وفي 16 شباط فبراير، 2004، قرر مجلس الحكم العراقي تخصيص راتب تقاعدي شهري لعائلة عبد الكريم قاسم مقداره ألف دولار، وفي 11 شباط فبراير، 2006 خصص رئيس الجمهورية راتباً قدره خمسة آلاف دولار شهرياً تصرف لأسرته من المخصصات الرئاسية. وفي عام 14 تموز 2003 أحيى العراقيون الشيوعيون والملكيون ذكرى سقوط النظام الملكي بالعراق أو ثورة 14 تموز، وتوالى تقريباً في كل سَنة إحياء هذا العَيد من خلال مُظاهرات وتجمعات. وقد أكد نائب رئيس الوزراء في لقاء مع عائلة قاسم بأنه سيرد الاعتبار لعبد الكريم قاسم. وفي عام 2015 افتُتح مُتحف في إحدى الدور التراثية في شارع الرشيد تقديراً لهُ يَستعرض فيه مراحل الجُمهورية وحياة عبد الكريم قاسم وكل ما يخصه. وفي 8 شباط فبراير 2017 حيا رئيس جمهورية العراق الرئيس فؤاد معصوم مؤسس الجمهورية العراقية عبد الكريم قاسم. وفي 22 أيار مايو، 2017 نشرت وكالات أنباء عن اختفاء ساحة عبد الكريم قاسم في البصرة، فيما كشفت لاحقاً بلدية البصرة ملابسات اختفاء تمثال عبد الكريم قاسم ونفت إمكانية سرقته بل ستجرى عليه صيانة وإعادة المقاييس بما يتناسب مع الدوار، وقد عاد في وقتٍ لاحق. وفي 20 تموز، 2017، اعتبرت مؤسسة الشهداء عبد الكريم قاسم، شهيداً، وله كافة الامتيازات لذويه.

### في السينما والتلفزيون
- ظهر في مسلسل مناوى باشا (الجزء الثالث) وقام بتأدية دوره الممثل طه المشهداني.[118]

## مؤلفاته
- مبادئ ثورة 14 تموز في خطب ابن الشعب، مطبعة الحكومة، 1961.
- مبادئ ثورة 14 تموز في خطب عبد الكريم قاسم، مطبعة الجيش، بغداد، 1959.[119]

## معرض الصور

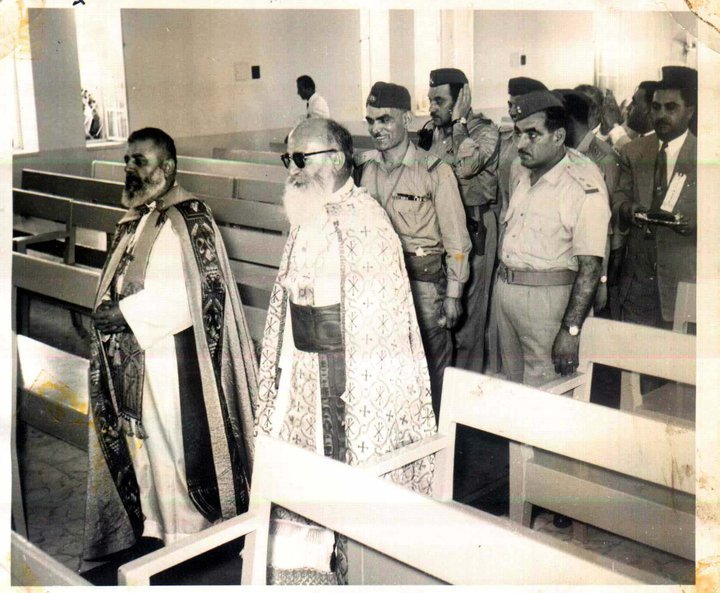
مطران العراق يوسب خننيا وأسقف بغداد إيشو سركيس برفقة الزعيم العراقي عبد الكريم قاسم خلال تدشين كنيسة مار زيا في بغداد.
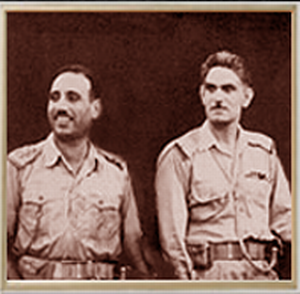
عبد الكريم قاسم وعبد السلام عارف، مُنفذا ثورة 14 تموز.
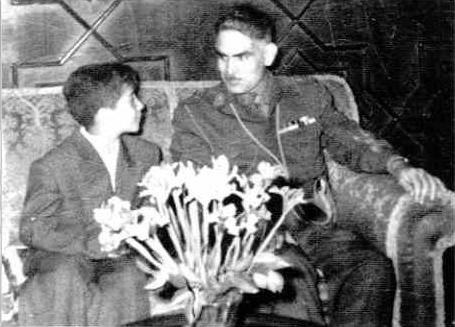
مسعود برزاني وعبد الكريم قاسم.
مصطفى برزاني وعبد الكريم قاسم سنة 1958
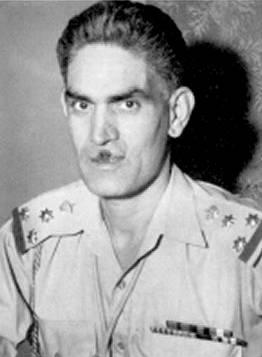
صورة شخصية لقاسم سنة 1958
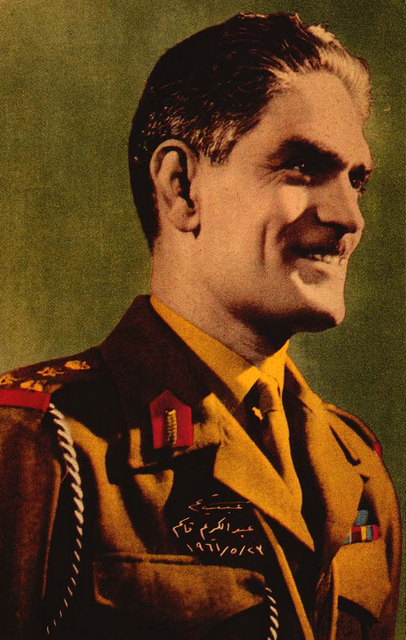
صورة ملونة لقاسم
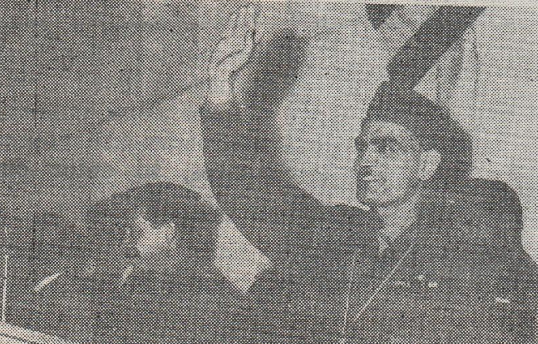
عبد الكريم قاسم في كلية الضباط.
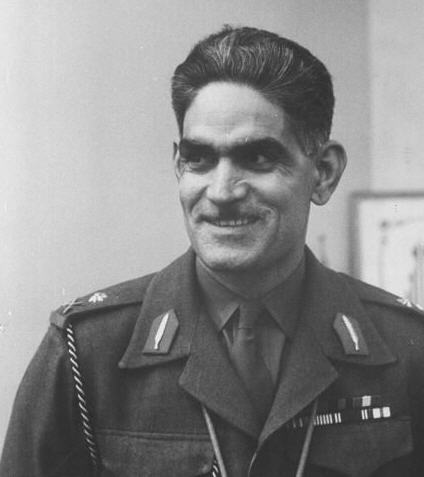
عبد الكريم قاسم سنة 1960
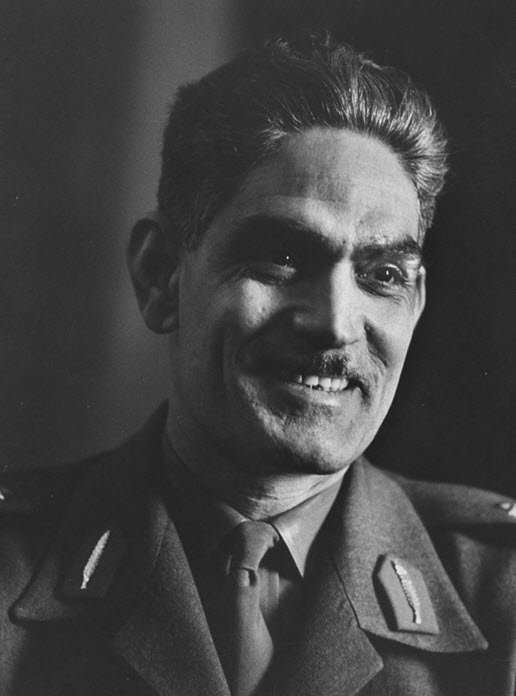
صورة شخصية لعبد الكريم قاسم اوائل 1961
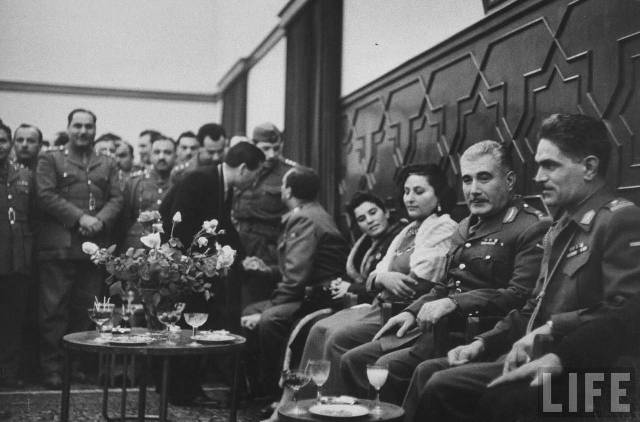
أثناء الاحتفال بعيد الجيش العراقي في 6 كانون الثاني 1959 و يظهر بجانب الزعيم عبد الكريم قاسم الفريق محمد نجيب الربيعي رئيس مجلس السيادة
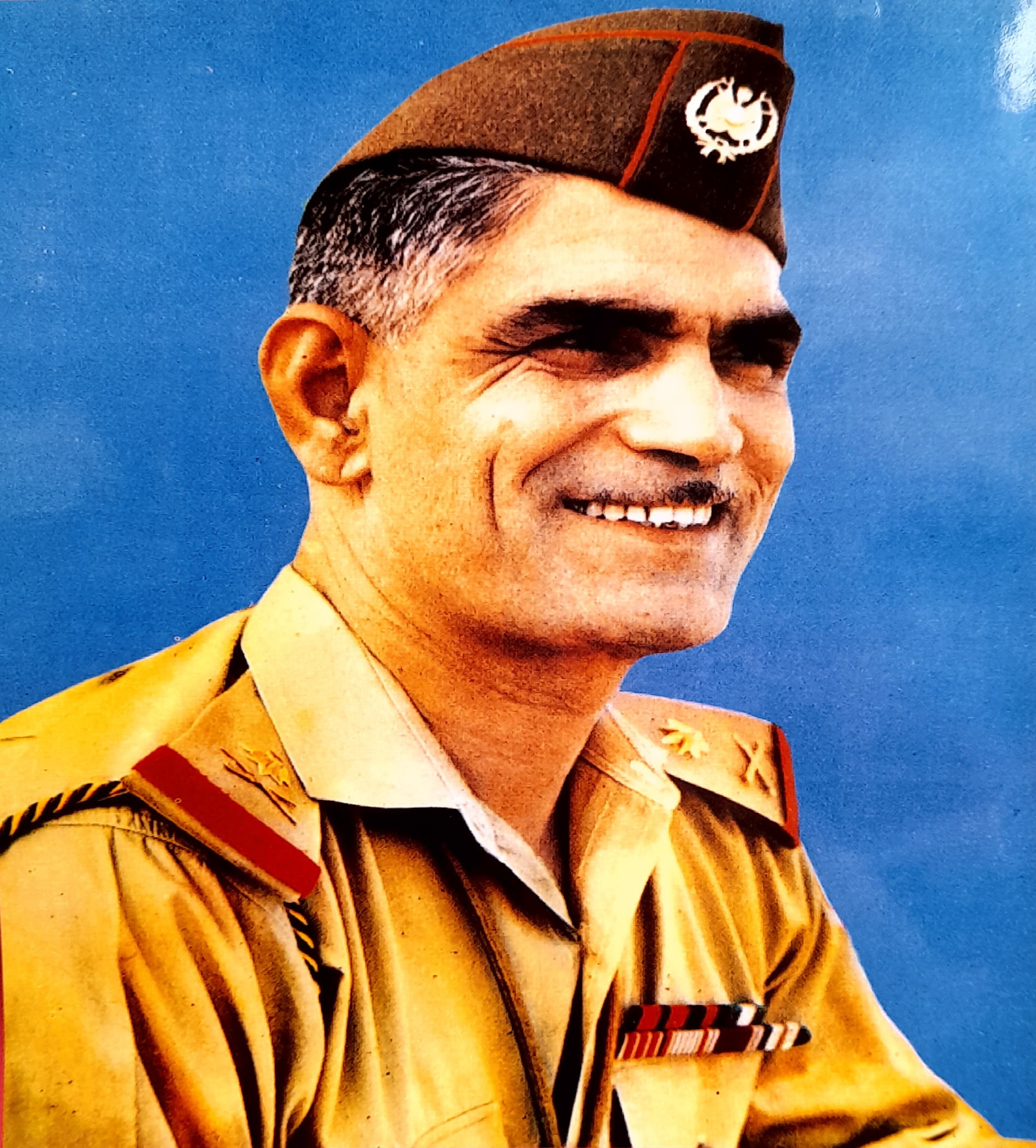
عبد الكريم قاسم بعد ترقيته إلى رتبة لواء ركن، 6 كانون الثاني 1959

## وصلات خارجية
- عبد الكريم قاسم على موقع الموسوعة البريطانية (الإنجليزية)
- عبد الكريم قاسم على موقع مونزينجر (الألمانية)
- الزعيم عبد الكريم قاسم جامعة بغداد
- صور عن الرئيس عبد الكريم قاسم نسخة محفوظة 8 أكتوبر 2017 على موقع واي باك مشين.
- دراسة في حركة الضُباط الأحرار عقيل الناصري
- التدخل السري للولايات المتحدة في العراق خلال الفترة 1958-1963 صوت الحكمة أطروحة قدمت إلى كلية الجامعة البوليتكنيكية في ولاية كاليفورنيا، بومونا، للحصول على درجة الماجستير في التاريخ في عام 2006 - قسم التاريخ.
- فيديو أعدام عبد الكريم قاسم 9 شباط، 1963
- بصمات الزعيم فلم وثائقي عن حياة الزعيم عبد الكريم قاسم فلم وثائقي عن حياة عبد الكريم قاسم، إنتاج شبكة الإعلام العراقي.
- الخطاب الأخير للزعيم عبد الكريم قاسم
- وثائقي عن عبد الكريم قاسم
- قالوا عن الزعيم عبد الكريم قاسم

| المناصب السياسية      | المناصب السياسية                          | المناصب السياسية    |
| --------------------- | ----------------------------------------- | ------------------- |
| سبقه أحمد مختار بابان | رئيس وزراء العراق تموز 1958 – فبراير 1963 | تبعه أحمد حسن البكر |